# Auswanderung von Ostfriesland nach Amerika

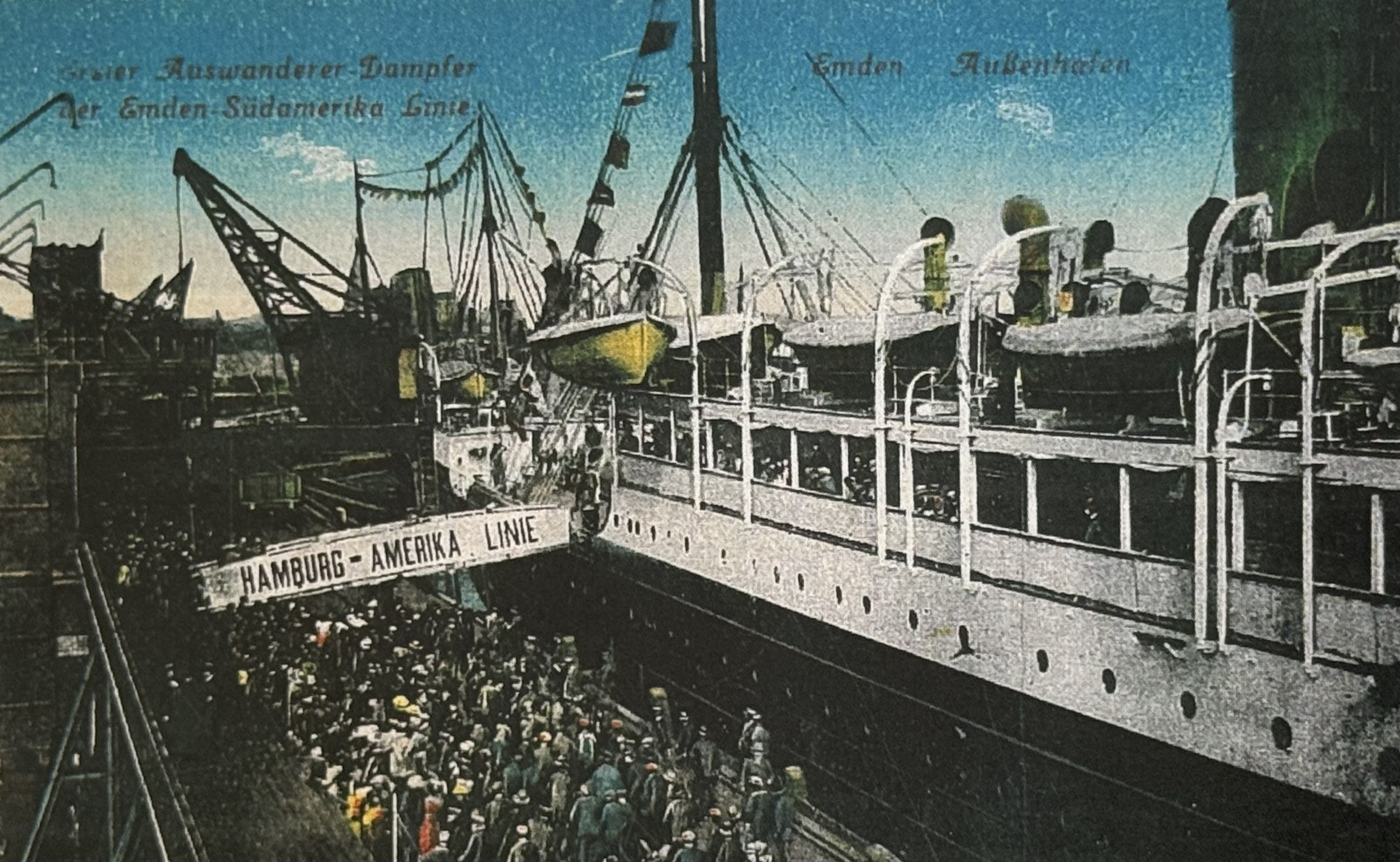
Der Auswanderdampfer Rugia 1914 in Emden (Postkarte).

Die Auswanderung von Ostfriesland nach Amerika, insbesondere in die Vereinigten Staaten, hatte ihren Höhepunkt im 19. und frühen 20. Jahrhundert. Sie war Teil der größeren deutschen Auswanderungswelle, die durch wirtschaftliche Not, soziale Umstände und politische Entwicklungen begünstigt wurde. Bis zum Ersten Weltkrieg haben etwa sechs bis sieben Prozent der ostfriesischen Bevölkerung ihre Heimat verlassen. Etwa 90 Prozent derer, die nach Übersee gingen, hatten Nordamerika als Ziel, vor allem die heutigen US-Bundesstaaten Illinois, Iowa, South Dakota, Nebraska und Kansas, in denen ein Großteil der Nachkommen lebt.
Die ostfriesischen Auswanderer bildeten in den Vereinigten Staaten eigene Gemeinschaften, in denen Plattdeutsch und ostfriesische Sprache und ostfriesische Kultur über einige Generationen erhalten blieben. Die Bildung von Kirchengemeinden und eigene Zeitungen spielten dabei eine wichtige Rolle.
Wenige Ostfriesen zogen nach Mittel- und Südamerika, Australien oder Afrika oder Indien.

## Geschichte

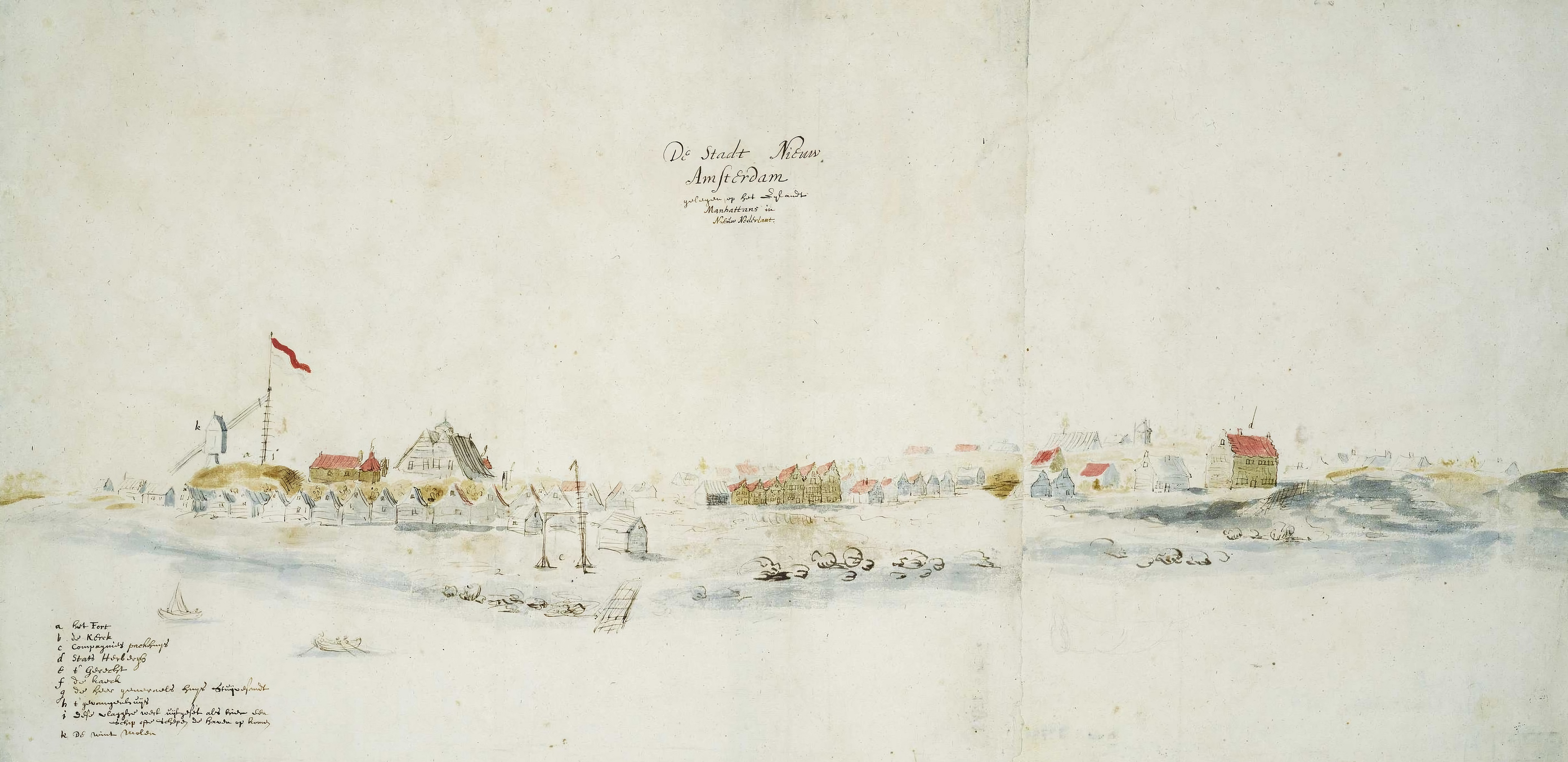
Zeichnung von Nieuw-Amsterdam aus dem Jahre 1650, die 1991 in der Sammlung der Wiener Albertina entdeckt wurde. Es handelt sich vermutlich um die älteste, naturgetreue Darstellung der Kolonie. Rechts der East River, auf dem Egbert van Borssum seine Fährlinie betrieb.

Die Auswanderung von Ostfriesen nach Nordamerika begann im frühen 17. Jahrhundert. Viele Ostfriesen hatten enge familiäre oder wirtschaftliche Beziehungen zu den Niederlanden. Einige standen im Dienst des niederländischen Staates. So kamen sie früh mit den niederländischen Auswanderungsbewegungen in Berührung und wanderten gemeinsam mit anderen in die Kolonie Nieuw Nederland an der amerikanischen Ostküste aus.  Da die Niederlande im 17. Jahrhundert wirtschaftlich florierten und vergleichsweise wenige Menschen aus religiösen Gründen auswanderten, fiel es dem Land schwer, ausreichend Siedler für die Kolonie Nieuw Nederland zu gewinnen – woraufhin die Westindiencompagnie mit gezielten Werbeschriften verstärkt um deutsche, flämische und wallonische Emigranten warb.
Die ostfriesischen Auswanderer kamen aus unterschiedlichsten Regionen – aus Städten wie Emden, Esens oder Norden ebenso wie aus kleineren Orten wie Nesse oder Wittmund – und ließen sich im Hauptort Nieuw Amsterdam (heute New York), aber auch in weiteren neu entstehenden Siedlungen nieder.
Einige von ihnen wurden wohlhabend und erreichten eine gewisse Bekanntheit. So zählte der 1603 in Emden geborene Egbert van Borssum um die Mitte des 17. Jahrhunderts zu den ersten Geschäftsleuten in Nieuw Amsterdam. Er betrieb eine Fährverbindung über den East River nach Long Island und führte zudem eine Gaststätte. Seine Hochzeit mit Annetje Hendricks war 1603 die erste verzeichnete kirchliche Trauung in Nieuw Amsterdam. Tjark Klaasen de Witt war ein weiterer prominenter Bewohner von Niew Amsterdam. Er ist Urahn zahlreicher New Yorker mit diesem Namen, darunter der Theologe Thomas de Witt.
Auch in der Rensselaerswyck, einer 1630 gegründeten Ortschaft auf dem Gebiet der heutigen Stadt Albany, der Hauptstadt des US-Bundesstaates New York, ließen sich Ostfriesen aus Esens und Norden nieder. „Eine ganze Reihe“ Ostfriesen kam darüber hinaus als Soldaten in Diensten der Niederlande nach Nordamerika. Eine weitere große Gruppe bilden Ostfriesinnen, die mit ihren (zumeist) niederländischen Ehepartnern in die Kolonie zogen. Die Berufe der zugezogenen Ostfriesen werden in den Quellen selten mit angegeben. Genannt werden bei zwei Einwanderern Farmknecht sowie Schneider.
Mit der Übernahme der niederländischen Siedlungen durch die Engländer im Jahr 1664 kam der Zuzug aus Ostfriesland vorerst zum Erliegen. In den folgenden 150 Jahren wanderten nur einige Ostfriesen nach Nordamerika aus.
Dennoch erließ König Friedrich der Große am 15. Juni 1753, kurz nach der Übernahme Ostfrieslands durch Preußen 1744, eine Verordnung zur Einschränkung der Auswanderung. Darin verbot er ausdrücklich die Anwerbung von Personen für die englischen Kolonien in Nordamerika. Werber, die „Leute zu denen Englischen Colonien in America anzunehmen und zu debauchiren“ suchten, sollten nicht geduldet werden.
Im selben Jahr (1753) verließen acht Schiffe Hamburg mit Ziel Amerika. Ob die Verordnung vorbeugenden Charakter hatte oder auf konkrete Fälle reagierte, bleibt unklar. Sicher ist: 1753 wanderten aus Norddeutschland mehr Menschen nach Amerika aus als je zuvor. Daher ist auch für Ostfriesland eine Beteiligung an dieser Migrationsbewegung anzunehmen.

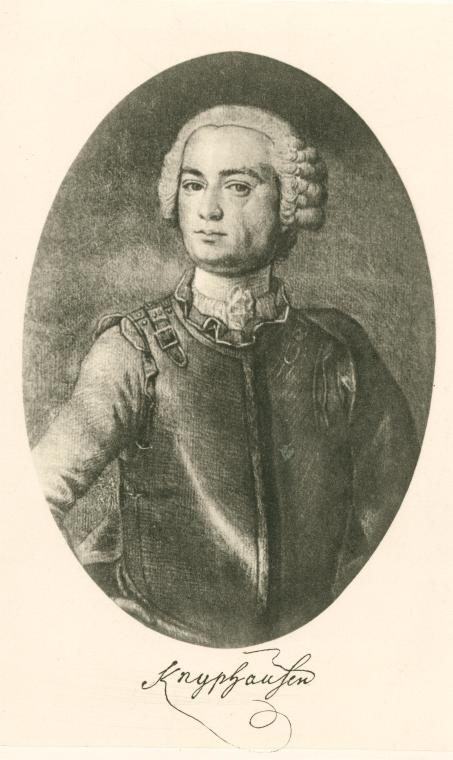
Wilhelm zu Innhausen und Knyphausen

Im nordamerikanischen Unabhängigkeitskrieg kämpfte der in Ostfriesland geborene Wilhelm Reichsfreiherr zu Innhausen und Knyphausen als hoch angesehener Generalleutnant der Subsidientruppen Hessen-Kassels unter britischem Oberbefehl gegen George Washington und errang mehrere wichtige militärische Erfolge. Nach der Kapitulation kehrte Knyphausen 1782 nach England zurück, wo er in London von König George III. ehrenvoll empfangen und mit einer lebenslangen Pension von 300 Pfund im Jahr bedacht wurde. Nach Hessen zurückgekehrt, wurde er dort im Triumph zum Gouverneur der Stadt Kassel ernannt. 1788 nahm er seinen Abschied und kehrte nach Lütetsburg zurück.
In der britischen Kolonialzeit und auch nach der Unabhängigkeit der Vereinigten Staaten bremste das Redemptioner-System die Einwanderung. Der Begriff Redemptioner leitet sich vom englischen to redeem (loskaufen, ablösen) ab und bezeichnete ein System der zeitlich begrenzten Vertragsarbeit. Mittellose Auswanderer, und das waren bis zu 75 Prozent der Einreisewilligen, konnten auf diese Weise nach Amerika gelangen, mussten jedoch nach ihrer Ankunft so lange an Bord des Schiffes bleiben, bis ein Dienstherr sie freikaufte. Anschließend waren sie gezwungen, die Auslösesumme in einer mehrjährigen Schuldknechtschaft bei ihrem neuen Herren abzuarbeiten, was zwischen fünf und sieben Jahre dauern konnte. Während der Dienstzeit konnten die Redemptioner weiterverkauft werden. Dieses System brach im frühen 19. Jahrhundert zusammen, was zu einer massiven Zuwanderungswelle führte.
Während die jährliche Einwanderung in die USA vor 1820 bei durchschnittlich etwa 14.000 Personen lag, stieg die Zahl der Einwanderer in der Mitte des 19. Jahrhunderts stark an. In einzelnen Jahren erreichte sie Spitzenwerte von bis zu einer Million Menschen.
Ab den 1830er Jahren gibt es vereinzelt Berichte über Ostfriesen, die sich Oldenburger Auswanderergruppen anschlossen.
Die große Auswanderungswelle begann erst Mitte des 19. Jahrhunderts. Die meisten Auswanderer reisten über Bremen, Brake, Bremerhaven und Hamburg ab, während von Emden aus nur wenige Schiffe mit Ziel New York ausliefen.
Der Exodus hatte viele Ursachen. Die Auswanderung nahm aus mehreren Gründen zu: Kettenmigration, sinkende Überfahrtkosten und technische Fortschritte in der Schifffahrt. Ab Mitte des 19. Jahrhunderts verdrängten Dampfschiffe die Segelschiffe. Durch eine steigende Verbreitung der Medien verbesserten sich die Kommunikationsmöglichkeiten der Reeder. Sie konnten Auswanderungswillige mit Werbung in ostfriesischen Zeitungen gezielt und lokal ansprechen. Wichtige Pull-Faktoren waren das wirtschaftliche Wachstum in den USA und die Aussicht auf kostenloses oder sehr günstiges Land.
Die Herrschaft über Ostfriesland wechselte nach dem Aussterben des einheimischen Fürstenhauses und dem damit einhergehenden Verlust der Unabhängigkeit mehrfach: War während der Zugehörigkeit Ostfrieslands zu Preußen von 1744 bis 1815 (mit Unterbrechung durch die Zugehörigkeit zum französischen Machtbereich von 1806 bis 1813) nur wenig reglementiert, änderte sich dies nach dem Übergang Ostfrieslands an das Königreich Hannover im Jahr 1815. Von den neuen Herren wurden zahlreiche neue Regelungen eingeführt, die bei der freiheitsliebenden Bevölkerung auf Widerstand stießen.
Ein weiterer Grund war das hohe Bevölkerungswachstum und der damit verbundene Bevölkerungsdruck. So lebten 1823 in der Landdrostei Aurich (die Ostfriesland umfasste) 142.114 Personen. Bis 1865 wuchs die Bevölkerung um 37 % auf 194.033 an.
In den 1840er Jahren verschärften sich wirtschaftliche Notlagen, Hunger und Armut. In Ostfriesland kam es nach Missernten in den Jahren 1845 und 1847 zu Hungersnöten. In dieser Zeit waren wirtschaftlich abgehängte Regionen wie etwa Holtrop besonders von der Emigration betroffen, während in Gebieten mit florierender Schifffahrt, insbesondere entlang der Kanäle in den Fehnen, die Abwanderung geringer ausfiel.
Zu einer verstärkten Auswanderung von Ostfriesen kam es nach der gescheiterten Revolution von 1848/49, was aber vor allem ökonomische Gründe hatte, da die wirtschaftliche Entwicklung in Ostfriesland, Deutschland und Europa zwischen 1815 und 1850 von Krisen geprägt war. Demgegenüber war die Entwicklung in den USA deutlich besser.
Zudem ließ sich das Königreich Hannover 1866 in einen Krieg mit Preußen hineinziehen. Ein wesentlicher Grund war daher die Angst vor dem drohenden Militärdienst, von dem die Ostfriesen bis dato unter verschiedenen Herrschaften befreit waren. Bis heute wird der Deutsche Krieg in zahlreichen Auswandererbiografien als Grund für die eigene Emigration angeführt.
Die Auswanderung aus Ostfriesland war Teil eines größeren Trends im Königreich Hannover. Offizielle Statistiken erfassen jedoch nur einen Teil, da viele ohne Registrierung ausreisten. Zwischen 1864 und 1873 zählte man im gesamten Königreich rund 64.000 offiziell erfasste Auswanderer, während Schätzungen weitere 20.000 nicht registrierte Emigranten vermuten.
Die Ausreise war grundsätzlich erlaubt, setzte jedoch die Zustimmung der zuständigen Behörde voraus. Ziel war es, zu verhindern, dass Gläubiger durch die Emigration eines Schuldners benachteiligt oder unterhaltspflichtige Familienmitglieder unversorgt zurückgelassen wurden. Zudem mussten militärpflichtige Personen vor ihrer Auswanderung eine offizielle Entbindung von ihrer Dienstpflicht erwirken. Genaue Zahlen für Ostfriesland gibt es nicht, jedoch wird geschätzt, dass von 1847 bis 1899 etwa 50.000 Ostfriesen auswanderten.
Nach einer Analyse der Historikerin Ann-Kathrin Henkel entfiel in diesem Zeitraum in Ostfriesland auf 18 Einwohner ein Auswanderer. In einigen Dörfern verließ bis zu ein Drittel der Bevölkerung aufgrund wirtschaftlicher Notlagen die Heimat, um in Übersee ein besseres Leben zu suchen. Wilhelm Weitz dokumentierte für die Landdrostei Aurich einen kontinuierlichen Anstieg der registrierten Auswandererzahlen: 1.366 im Jahr 1866, 1.493 im Jahr 1867 und 2.346 im Jahr 1868. Diese Zahlen verdeutlichen die wachsende Bedeutung der Auswanderung als soziales und wirtschaftliches Phänomen in der Region.

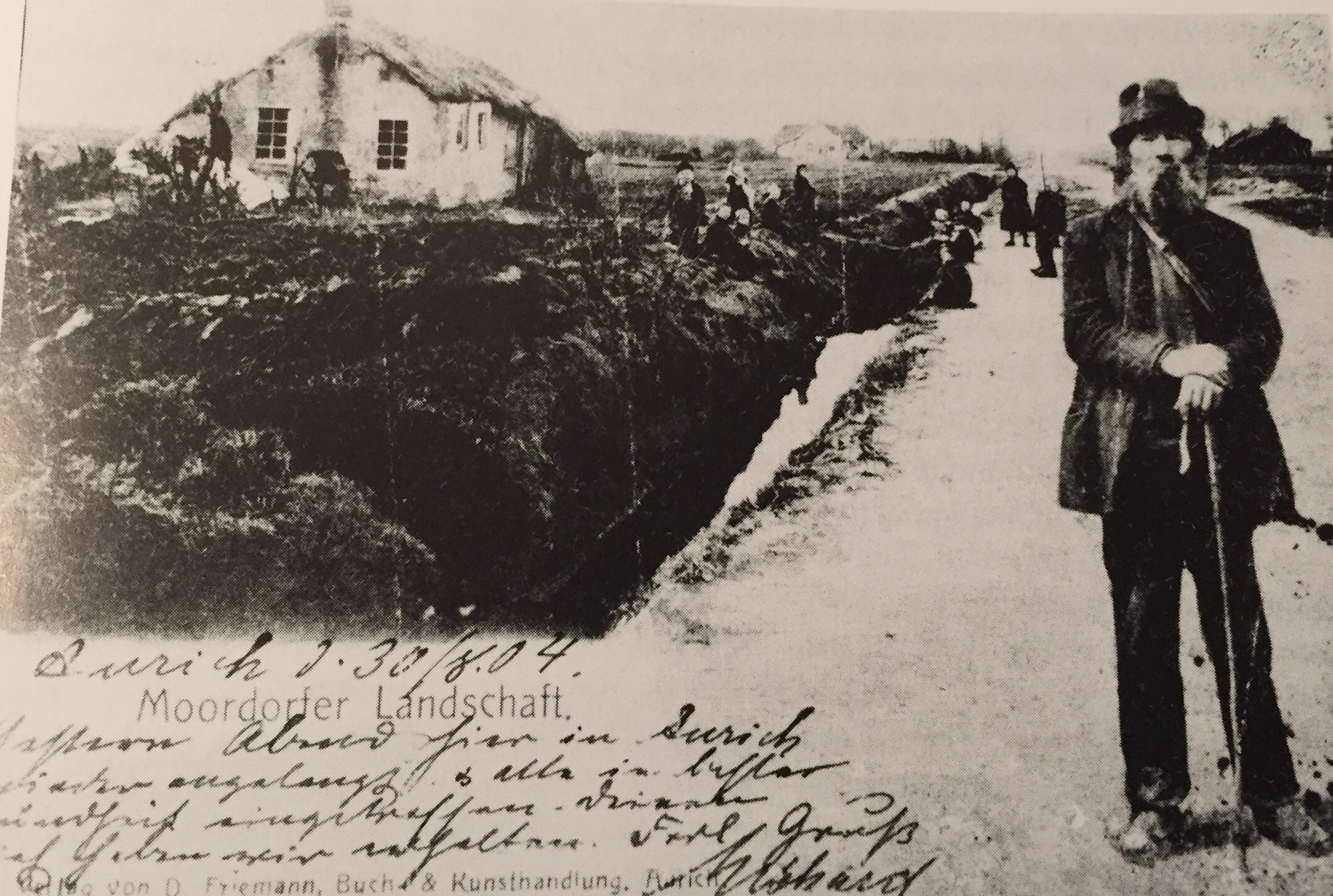
Moordorf um 1904. Bis weit in das 19. Jahrhundert lebten viele Familien in ärmlichen Lehmhütten.

Für viele, die eine bessere Zukunft für sich und ihre Familien suchten, blieb oft nur die Möglichkeit der Auswanderung, da soziale Aufstiegsmöglichkeiten nahezu ausgeschlossen waren. Der Erwerb von Land war insbesondere für nicht erbberechtigte Bauernsöhne kaum möglich. Ein weiterer bedeutender Anreiz für die Auswanderung in die USA war der Homestead Act von 1862, der Siedlern erlaubte, vermeintlich unbesiedeltes Land der indigenen Bevölkerung in Besitz zu nehmen. Um das Land endgültig zu erwerben, mussten sie eine Fläche von rund 65 Hektar über fünf Jahre hinweg kultivieren und bewirtschaften. Alternativ bestand die Möglichkeit, das Land bereits nach sechs Monaten käuflich zu erwerben. Zum Vergleich: Eine Fehnstelle war in der Regel etwa zwei Hektar groß. In Moorkolonien wie Moordorf umfassten die Kolonate Flächen von 2 bis 6 Diemat (etwa 11.400 bis 34.200 m², also gut 1 bis 3,4 Hektar). Damit waren die Parzellen viel zu klein, um die Siedler zu ernähren.
Die Überfahrt kostete etwa das Vierfache eines Jahresverdienstes eines Arbeiters. Häufig wurden Reisekosten für die Überfahrt von zuvor ausgewanderten Ostfriesen vorgestreckt und später durch Arbeit beglichen. Mit zunehmendem Wettbewerb in den Häfen sanken die Preise für die Überfahrt, sodass sie schließlich dem Gegenwert eines Halbjahresverdienstes entsprachen.
Zwar ebbte die Auswanderungswelle um die Jahrhundertwende allmählich ab, blieb jedoch weiterhin auf hohem Niveau, so dass auch Emden versuchte, an dem lukrativen Geschäft teilzuhaben. Mit dem Ausbruch des Ersten Weltkriegs kam sie schließlich nahezu vollständig zum Erliegen. Die genaue Zahl der Ostfriesen, die insgesamt in die USA ausgewandert sind, lässt sich nicht exakt bestimmen. Schätzungen zufolge liegt sie zwischen 80.000 und 100.000, was für die Region einen enormen Abwanderungsverlust bedeutete.

## Die Überfahrt

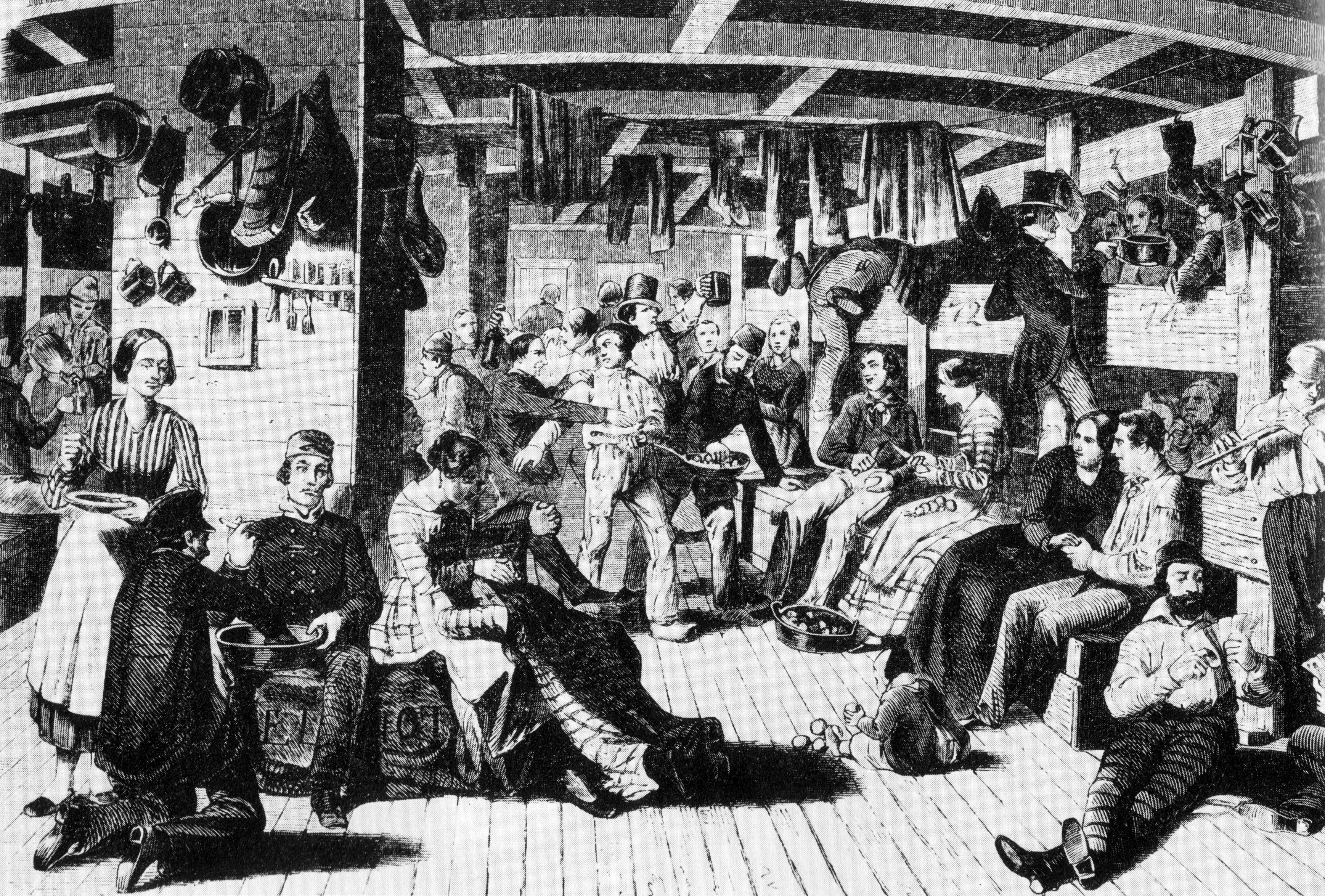
Auswandererschiff, 1850

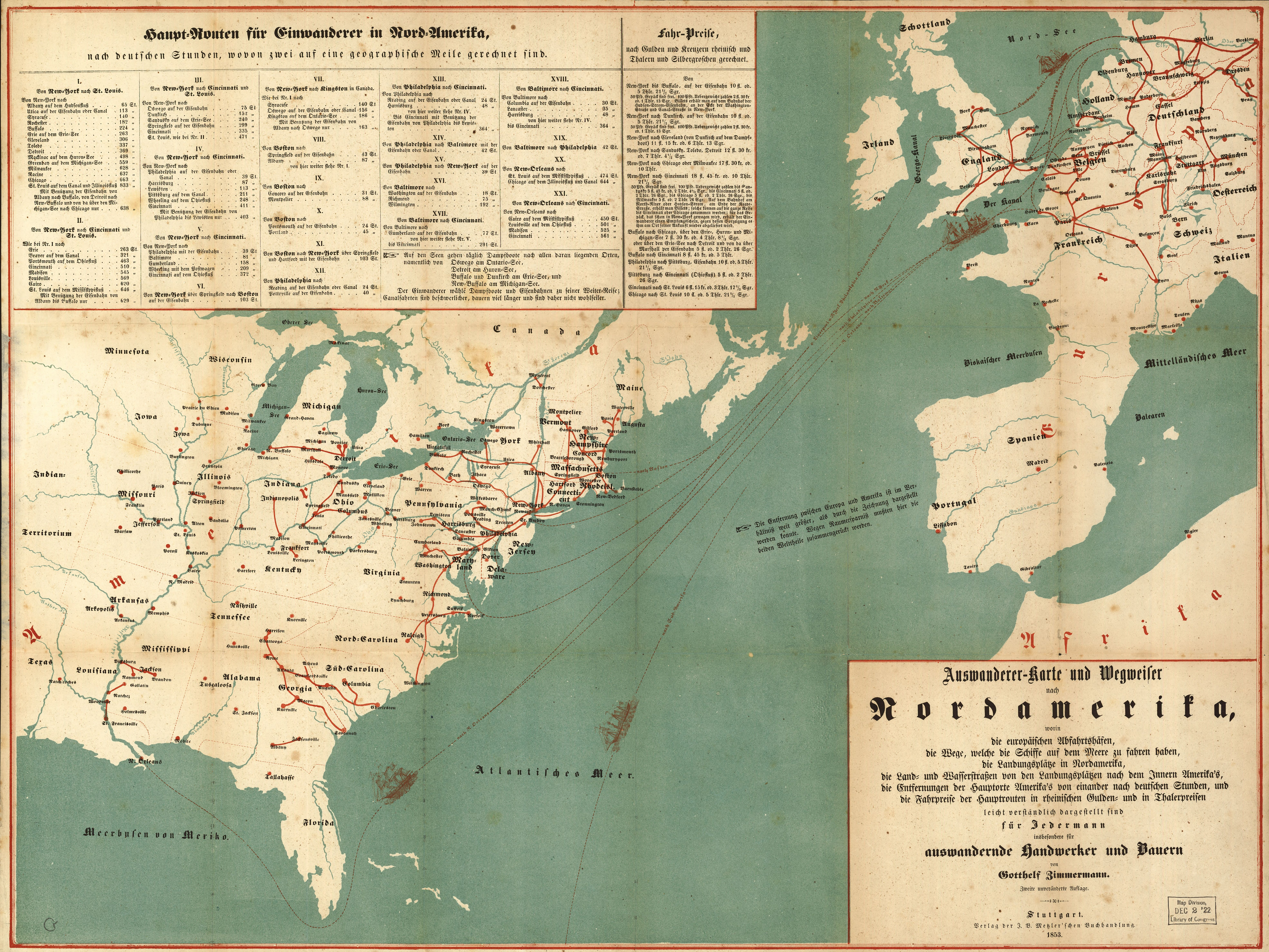
Gotthelf Zimmermann: Auswanderer-Karte und Wegweiser nach Nordamerika (1853).

Die ersten Auswandererschiffe waren Segelschiffe, später kamen Dampfschiffe zum Einsatz. Mit Segelschiffen dauerte die Überfahrt durchschnittlich sechs Wochen, konnte im ungünstigen Fall aber auch drei Monate betragen. Die meisten Auswanderer mussten im Zwischendeck reisen, wo sie unter beengten und unhygienischen Bedingungen untergebracht waren. Die Verpflegung bestand in der Regel aus Pökelfleisch, Zwieback und Wasser, ergänzt durch mitgebrachte Vorräte. Viele Passagiere nahmen alles mit, was sie nicht bereits verkauft hatten. Aufgrund der schlechten Belüftung herrschte ein beißender Gestank, und frische Luft war Mangelware. Der Aufenthalt an Deck war nur selten gestattet.
Todesfälle während der Überfahrten waren keine Seltenheit. Die schlechten hygienischen Bedingungen führten häufig zum Ausbruch von Krankheiten, denen insbesondere Kinder und ältere Menschen zum Opfer fielen. Pastor Jürgen Hoogstraat, der sich intensiv mit den ostfriesischen Auswanderern beschäftigt hat, berichtet von einem Tagebucheintrag, in dem ein Mitreisender den Tod eines Passagiers als „Opfer der Pestluft des Zwischendecks“ beschrieb.
Neben Krankheiten forderten auch Schiffsunglücke zahlreiche Menschenleben. Ein bekanntes Beispiel ist das Unglück der Dreimastbark Johanne, die im November 1854 auf ihrer Jungfernfahrt von Bremerhaven nach Baltimore vor Spiekeroog in einen schweren Sturm geriet. Das Schiff lief auf eine Sandbank auf und kenterte. Laut Recherchen von Miriam Eberhard für das Deutsche Auswandererhaus Bremerhaven strömte Wasser in den Schiffsraum, während meterhohe Wellen über das Deck schlugen. Rettung kam erst mit Verzögerung, doch es gelang den Spiekeroogern, 139 Menschen zu bergen. Mindestens 77 Passagiere ertranken.

## Auswandererhafen Emden
Ein Großteil der Ostfriesen wanderte über Brake, Bremen, Bremerhaven und Hamburg nach Nordamerika aus. Um die Auswanderung zu fördern, gründeten sich ab den 1850er Jahren in Emden, Aurich und Leer Auswanderungsvereine, die am Geschäft teilhaben wollten. Sie blieben aber ohne große Wirkung und stellten ihre Tätigkeit bald wieder ein.
Auch Ostfriesische Reeder wollten von der Emigration profitieren. So gründeten mehrere Kaufleute aus Emden in den 1850er Jahren eine Gesellschaft, die Auswandererfahrten von Emden aus organisierte. Es folgten drei Fahrten mit Auswanderern nach New York, ehe sie sich der Konkurrenz aus Hamburg und Bremerhaven, die zweimal im Monat mehrere Schiffe nach Übersee schickten, beugen mussten.

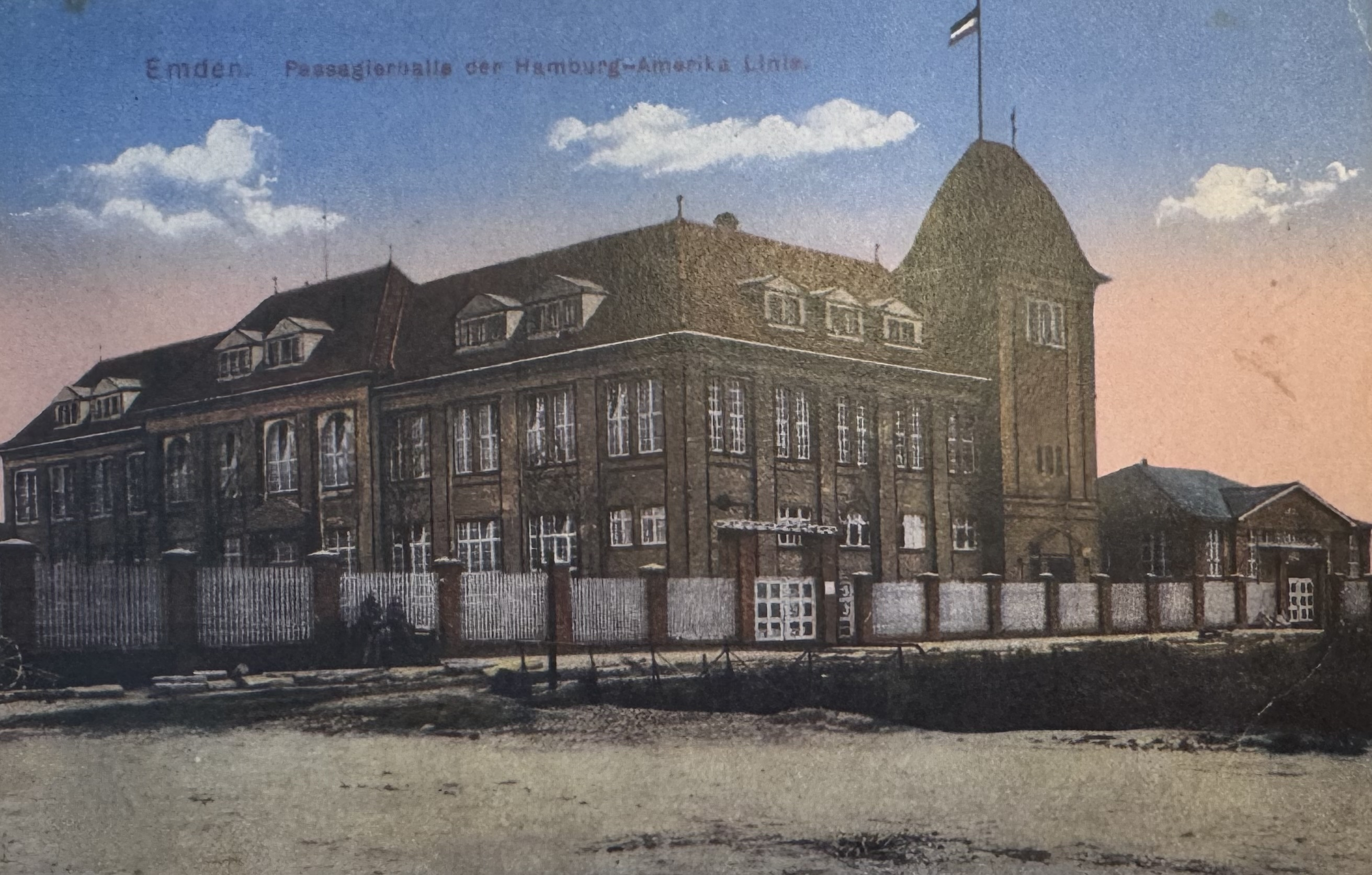
Passagierhalle der Hamburg-Amerika Linie. Postkarte aus dem Jahr 1914

Ab 1905 bemühte sich die Stadt Emden, an diesem Geschäft teilzuhaben und schaffte es, die etablierten Reedereien Hapag und Norddeutscher Lloyd dazu zu bewegen, wöchentlich eine Passagierfahrt anzubieten. Sie taten dies wohl auch, um unliebsame Konkurrenz abzuwehren, nachdem die Fürsten Hohenlohe und Fürstenberg 1912 versuchten eine Auswanderungskonzession für den preußischen Hafen Emden zu erhalten, von dem aus die Deutsche Reederei GmbH aus Hamburg Fahrten anbieten sollte. Diese Konzession wurde schließlich abgelehnt.
Zur Abfertigung der Ausreisewilligen errichteten Hapag und Norddeutscher Lloyd bis 1913 Auswandererhallen im Emden. Kurz darauf wurde die Auswandererlinie von Emden in die USA im Frühjahr 1914 eröffnet. Es folgten sechs Fahrten mit verschiedenen Passagierschiffen. Drei Monate später wurde die Auswandererlinie durch den Ausbruch des Ersten Weltkriegs unterbrochen und nie wieder aufgenommen.

## Zielregionen

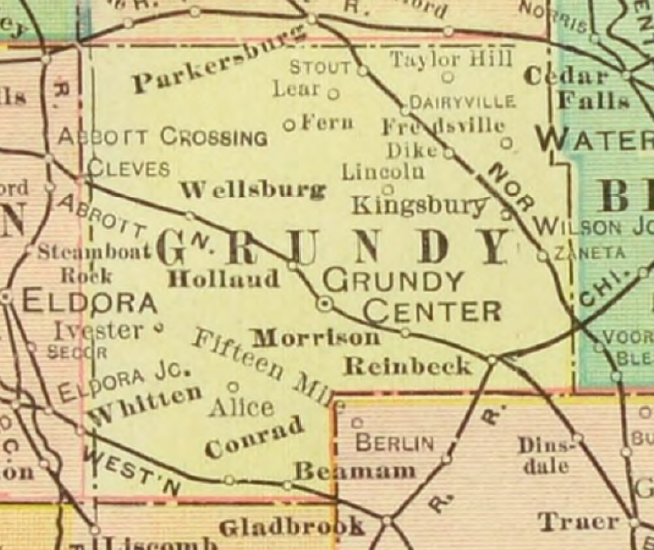
Grundy County, Iowa (1902)

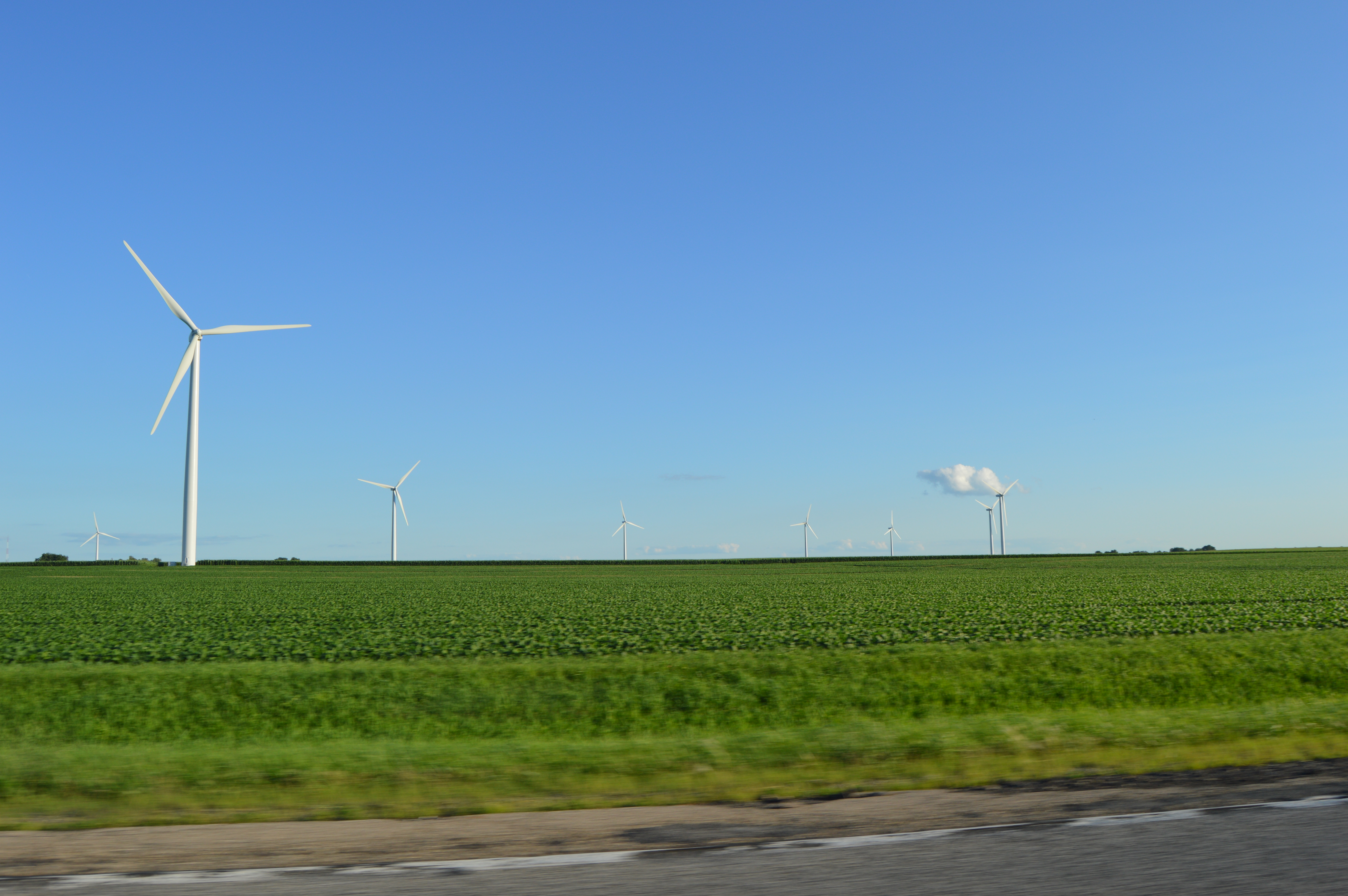
Windpark in Emden, Illinois.

Die meisten ostfriesischen Auswanderer ließen sich im Mittleren Westen der Vereinigten Staaten nieder, insbesondere in den heutigen Bundesstaaten Illinois, Iowa, South Dakota, Nebraska und Kansas. Zum Vergleich: Ostfriesland ist etwa 3144,26 Quadratkilometer groß und von 475.587 Menschen (Stand 31. Dezember 2023) bewohnt. Damit ist die Grundfläche Ostfrieslands nur zweieinhalbmal mal so groß wie die einer der Bezirke von Iowa (Grundy County), in dem bis heute viele Nachfahren der ostfriesischen Auswanderer leben und umfasst etwa 1/46 der Größe des Bundesstaates Iowa.
Mitte des 19. Jahrhunderts ermöglichte das wachsende Eisenbahnnetz in den USA direkte Verbindungen zwischen wichtigen Orten östlich des Mississippi. Bis zu diesem Zeitpunkt nutzten deutsche Einwanderer, die den Mittleren Westen als Ziel hatten, hauptsächlich zwei Hauptrouten:
- Von den Einschiffungshäfen New York oder Philadelphia über den Hudson River, den Eriekanal (seit dessen Eröffnung im Jahr 1826) und die Großen Seen nach Illinois, Wisconsin und Michigan.
- Von New Orleans oder Louisiana aus flussaufwärts über den Mississippi in die Täler des Ohio und des Missouri.

Dort ließen sich die Siedler bevorzugt in Regionen nieder, die landschaftlich ihrer Heimat ähnelten.

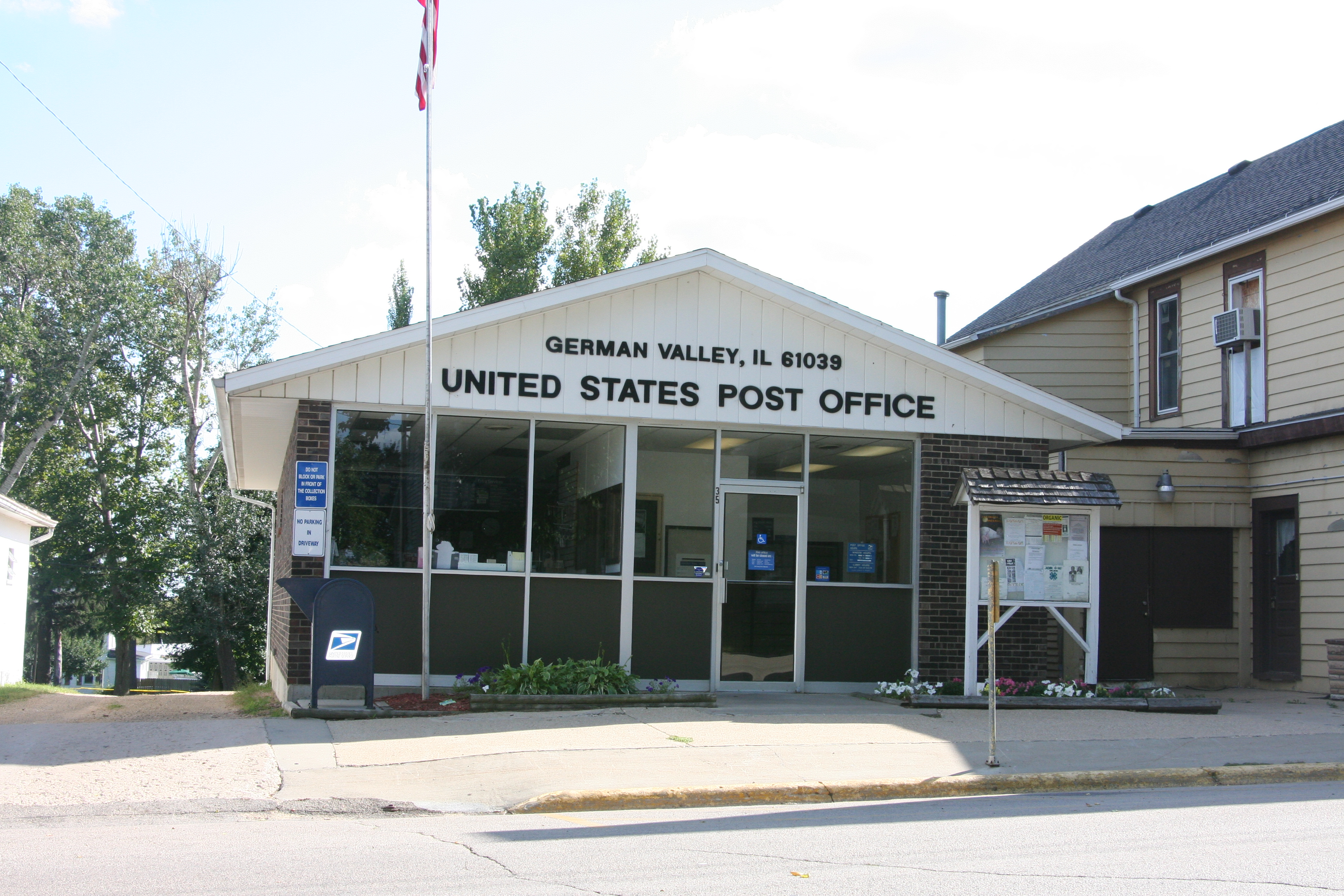
German Valley

Zwischen 1845 und 1900 ließen sich so etwa 20.000 ostfriesische Einwanderer im Mittleren Westen der USA nieder. Die erste ostfriesische Siedlung in den USA gründeten Auswanderer 1847 in German Valley, Stephenson County, Illinois. Sie gilt als die älteste heute noch bestehende ostfriesische Niederlassung in den Vereinigten Staaten und wurde zur Keimzelle für die weitere ostfriesische Besiedelung, zog sie doch kontinuierlich weitere Einwanderer aus der Region an. Schon bald gründeten die Neuankömmlinge Tochtersiedlungen in Illinois, Iowa, North Dakota, South Dakota, Minnesota und Nebraska. Diese Siedlungen blieben eng miteinander verbunden. In den genannten Bundesstaaten leben heute geschätzt 90 Prozent der Nachkommen ostfriesischer Einwanderer. Kleinere Gruppen sind in Oklahoma, Texas, Oregon und vielen anderen Staaten beheimatet.
Viele Familien aus den ländlichen Regionen Ostfriesland zog es in die ländlichen Regionen der Vereinigten Staaten. Da landwirtschaftliche Flächen in Ostfriesland begrenzt waren, bot die Besiedlung des verfügbaren Landes und die Gründung von Farmen im amerikanischen Mittleren Westen eine Möglichkeit, die eigene Lebensweise fortzuführen oder merklich zu verbessern.
In diesen Regionen war das Land günstig zu bekommen, was die Auswanderer auch immer wieder nach Ostfriesland berichteten. Außerdem fanden sie ähnliche landwirtschaftliche Bedingungen wie in Ostfriesland vor. Sie ließen sich bevorzugt in Gegenden nieder, die von Moor- und Sumpfgebieten geprägt waren, was günstige Arbeitsmöglichkeiten für Torfstecher bot. Dort konnten sie sich mit anderen deutschen Einwanderern, vor allem aber schon zuvor ausgewanderten Ostfriesen, zusammenschließen. Nach 1846 gründeten die Ostfriesen Kolonien, die sie nach ihren Heimatorten oder schlicht Neu-Ostfriesland nannten.
Kanada war kein Hauptziel der ostfriesischen Auswanderung. Zwar wanderten einige Ostfriesen dorthin aus, doch fehlen genaue Zahlen. In der Datenbank des Heimatmuseums Leer finden sich nur vereinzelt Einträge. Ihre Präsenz in Kanada bleibt gering im Vergleich zu den USA. Bei der Volkszählung 2016 gaben 4.590 Kanadier unspezifische friesische Wurzeln an, während 3.222.405 deutsche Vorfahren nannten.
Auch für Mittel- und Südamerika fehlen genaue Zahlen. Es gibt mennonitische Siedlungen in verschiedenen südamerikanischen Ländern, darunter:
- Paraguay: Kolonien Menno, Neuland, Fernheim und Friesland
- Argentinien: Colonia del Norte, Colonia Pampa de los Guanacos
- Uruguay: El Ombú, Gartental, Delta, Colonia Nicolich
- Brasilien: Colonia Nova und Colonia Witmarsum
- Bolivien: Campo Chihuahua, Colonia Durango, Colonia Manitoba.

In diese Kolonien zogen auch Ostfriesen im Zuge der Mennonitischen Auswanderung. Grund dafür war deren kompromisslose Haltung zu „Wehrdienst, Eidesleistungen und Trennung von Kirche und Staat“. Diese Prinzipien führten oft zu Konflikten mit den Behörden und zwangen viele zur Emigration. Dabei bewahrten sie oft die ostfriesische Sprache.

## Weitere Entwicklung in den USA
In New York angekommen, betraten die meisten ostfriesischen Einwanderer die USA von 1855 bis 1890 über die Empfangsstation in der früheren Festung Castle Garden, bevor 1892 die neuen Einrichtungen auf der nahegelegenen Insel Ellis Island eröffnet wurden. Von dort aus zog es etwa 90 Prozent der Ostfriesen als Pioniere in den Mittleren Westen.
In ihrer neuen Heimat ließen sie sich eher in kleinen, ländlichen Ortschaften nieder, was dazu führte, dass sie ihre Sprachen (deutsch für die Kirche und im Schriftverkehr sowie Plattdeutsch im Alltag) relativ lange bewahren konnten. Englisch verwendeten sie zur Kommunikation mit der Mehrheitsgesellschaft. Zudem war es die vorherrschende Bildungssprache der jüngeren Generation. Obwohl sie meist in kleinen, abgelegenen Orten lebten, waren sie untereinander stark vernetzt und pflegten ihre gemeinsamen Wurzeln.
Durch harte Arbeit und bescheidenen Lebensstil gelang es ihnen, im Laufe der Zeit wohlhabend zu werden. Mit wenigen Ausnahmen erreichten die ostfriesischen Siedler in den USA rasch einen soliden Wohlstand, insbesondere als Farmer, Handwerker oder Unternehmer.
Die Gemeinschaftsbindung blieb auch nach der Ankunft stark. Wie zuvor in Ostfriesland spielte die Kirche eine zentrale Rolle im religiösen und politischen Leben der Siedler. Der Glaube spielte eine zentrale Rolle innerhalb der Gemeinschaft, was sich in der Gründung eigener Kirchengemeinden und dem Bau von Kirchen widerspiegelte. Diese boten nicht nur Raum für Gottesdienste, sondern waren auch kulturelle Zentren der Gemeinschaft. Laut Jürgen Hoogstraat gestalteten die Auswanderer ihre Kirchen teilweise nach dem Vorbild jener in ihren Heimatdörfern. Ein charakteristisches Merkmal dieser Kirchen war ein Schwan auf der Turmspitze – ein Symbol für Martin Luther, das in lutherischen Gemeinden häufig anstelle eines Wetterhahns verwendet wurde.
Die Gottesdienste wurden ursprünglich auf Deutsch abgehalten. Im Laufe der Zeit setzte jedoch ein Wandel ein: Trotz anfänglicher Widerstände der älteren Generation wechselten bis 1950 alle Kirchen zur englischen Sprache, sodass Deutsch allmählich an Bedeutung verlor und schließlich als Liturgiesprache weitgehend verschwand.

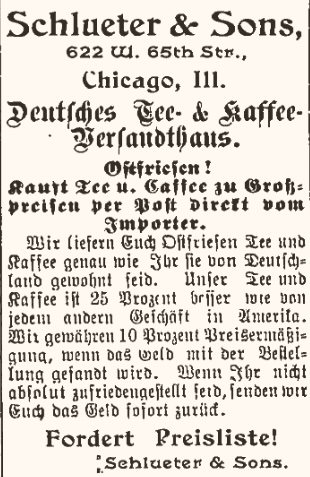
Anzeige eines Tee- und Kaffeehändlers in den Ostfriesischen Nachrichten (USA) vom 10. Januar 1910

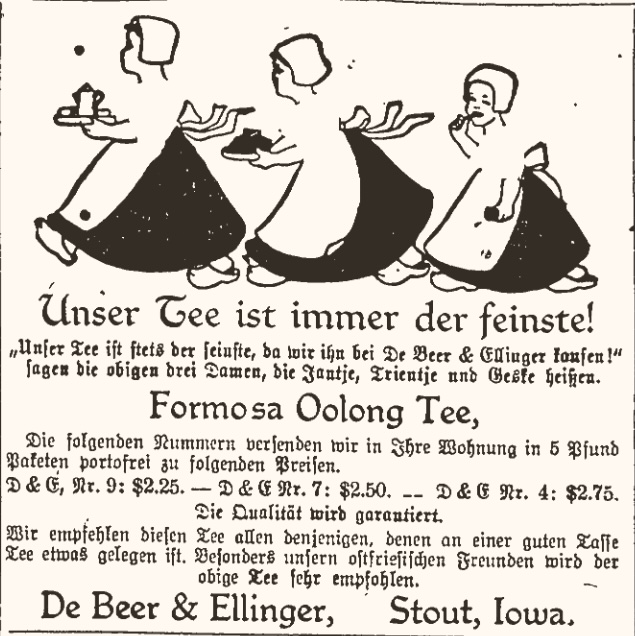
Anzeige eines Teehändlers in den Ostfriesischen Nachrichten (USA) vom 20. April 1926

Die Ostfriesen waren auch in den USA für ihren außergewöhnlich hohen Teekonsum bekannt. In vielen Haushalten der älteren Generation wurden Tee-Vorräte in Mengen von fünf bis zehn Pfund eingekauft. Der Tee wurde zu mehreren Gelegenheiten über den Tag hinweg serviert: vor dem Frühstück, zum Frühstück, am Nachmittag um drei Uhr, zum Abendessen und häufig auch später am Abend.
Das gemeinsame Teetrinken spielte bei der Einwanderergeneration eine zentrale Rolle im sozialen Miteinander. Einen Gast am Nachmittag oder Abend nicht mit Tee zu bewirten, wurde als grobe Unhöflichkeit wahrgenommen.
Ostfriesische Einwandererfrauen waren wirtschaftlich weitgehend von ihren Ehemännern abhängig, die die vollständige Kontrolle über die finanziellen Angelegenheiten des Haushalts ausübten. Geld war knapp, und die Frauen verfügten nur über geringe eigene Mittel. Einnahmen aus dem Verkauf von Butter und Eiern wurden für den Haushalt verwendet, darüber hinaus standen den Frauen in der Regel keine eigenen Einkünfte zur Verfügung. Ihre Arbeitsbelastung war hoch. Neben der Erziehung der zahlreichen Kinder waren sie auch in der Feldarbeit gefordert.
Die Familien der Einwanderer waren in der Regel kinderreich. Aus wirtschaftlicher Perspektive war eine große Anzahl von Nachkommen von Vorteil, da zusätzliche Söhne die Bewirtschaftung von mehr Land ermöglichten und auch die Töchter vielfältige Aufgaben im Haushalt und in der Landwirtschaft übernahmen. Eine kinderlose Ehe wurde als Unglück betrachtet.
Die Kinderzahl in Einwandererfamilien und deren Nachkommen hing stark vom Geburtsjahr der Eltern ab. Vor allem die Generation der ersten Einwanderer war sehr kinderreich. Eine Untersuchung von 460 Familien, deren Eltern vor 1860 geboren wurden – Einwanderer und in den USA geborene Kinder von Einwanderern –, ergab insgesamt 2.971 Kinder. Das entspricht durchschnittlich 6,5 Kindern pro Familie.
In der nächsten Generation, die zwischen 1860 und 1890 geboren wurde und deren Eltern meist in den USA geboren wurden, waren kleinere Familien häufiger. Im Schnitt gab es 3,8 Kinder pro Familie.
Das Bildungsniveau der ostfriesischen Einwanderer war niedrig und blieb es lange. In ihrer neuen Heimat waren die Lebensbedingungen hart. Ungelernte Arbeiter verdienten oft zu wenig, um ihre Familien zu versorgen. Deshalb mussten Kinder früh mitarbeiten. Bildung galt als zweitrangig. Die meisten verließen die Schule mit 14 Jahren und erlernten nur grundlegendes Lesen und Schreiben.
Das wichtigste Ziel war Landbesitz. Sobald sie eigenes Land erworben und die Schulden abbezahlt hatten, rückte der Wunsch nach weiterem Land in den Vordergrund. Sie wollten jedem Kind eine eigene Farm hinterlassen. Daher investierten viele ihre Ersparnisse in zusätzlichen Grundbesitz.
Dieser Zyklus setzte sich über Generationen fort: Eine neue Farm wurde gekauft, harte Arbeit und bescheidener Lebensstil blieben die Norm, lange Arbeitsstunden hatten Vorrang. Kinder arbeiteten früh mit und verließen oft die Schule, um die Familie wirtschaftlich zu unterstützen.
Die allermeisten Ostfriesen ließen sich in den USA als Farmer nieder. Die bekanntesten Auswanderer aus Ostfriesland waren dagegen meist im Kulturbereich tätig. Zu ihnen zählen der aus Esens stammende Violinist und Dirigent Theodore Thomas, die Dornumerin Minnie Marx (Mutter und Managerin der Marx Brothers), ihr Bruder, der Komödiant und Schauspieler Al Shean, der Baptist Peter Johannes de Neui aus Ditzumerverlaat, Friedrich Arends, der gleich mehrfach auswanderte, sowie der Industriedesigner und Pädagoge Hin Bredendieck aus Aurich. Ostfriesische Wurzeln hat Ub Iwerks, der gemeinsam mit Walt Disney Micky Maus erschuf.

## Auswandererzeitung

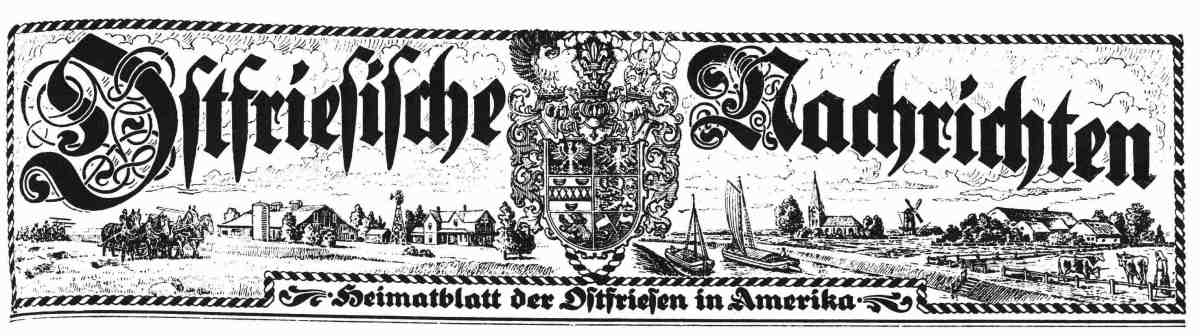
Die Auswandererzeitung Ostfriesische Nachrichten

Die Ostfriesischen Nachrichten (ab 1944 Ostfriesen-Zeitung) waren eine deutschsprachige Zeitung in den Vereinigten Staaten, die von 1882 bis 1971 in Breda, Iowa, erschien. Sie war das einzige nichtkirchliche Blatt in Nordamerika, das von Ostfriesen herausgegeben und vor allem von ostfriesischen Familien gelesen wurde.  Die Ostfriesischen Nachrichten berichteten weder über nationale Ereignisse noch waren sie auf einen bestimmten Ort beschränkt. Ihr Ziel war es, die wachsende Anzahl ostfriesischer Gemeinden in der Prärie untereinander sowie mit der alten Heimat zu vernetzen. Um die Wende vom 19. zum 20. Jahrhundert erreichte die Zeitung Tausende ostfriesischer Haushalte im Mittleren Westen und darüber hinaus. Eine Analyse zeigt: Sie förderte den weiteren Nachzug von Ostfriesen nach Amerika und stärkte den Zusammenhalt der verstreuten ländlichen Gemeinden. Indem sie den Einwanderern eine Plattform bot, half sie ihnen, Traditionen zu bewahren und sich in die amerikanische Gesellschaft zu integrieren und dabei eine ostfriesisch-amerikanische Identität zu entwickeln, ohne in einer allgemeinen deutsch-amerikanischen Identität aufzugehen.
Außerdem entwickelte sich die Zeitung, die im Zweiten Weltkrieg in Ostfriesen-Zeitung umbenannt wurde, zum wichtigsten Bindeglied zwischen den ostfriesischen Auswanderern in den USA und ihrer Heimat. Viele Ausgaben dieser Zeitung sind inzwischen digitalisiert und öffentlich zugänglich.

## Sozialstruktur der Auswanderer und Gründe für die Emigration
Während die ersten ostfriesischen Auswanderer oft über gewisse finanzielle Mittel verfügten, veränderten sich die Migrationsstrukturen im Laufe der Zeit. Die ersten Siedler hatten in Ostfriesland ihren gesamten Besitz verkauft und begannen ihr neues Leben in Amerika mit dem verbleibenden Kapital nach Abzug der Kosten für die Überfahrt. Unter den ersten Siedlern der niederländischen Kolonie Nieuw Niederland waren auch viele Ostfriesen, die als Soldaten im Dienst der Niederlande standen oder Angestellte der Westindischen Kompagnie oder anderer niederländischer Organisationen waren. Eine große Gruppe unter den ersten Einwanderern stellten Ostfriesinnen, die mit Niederländern verheiratet waren und mit diesen nach Nordamerika auswanderten.

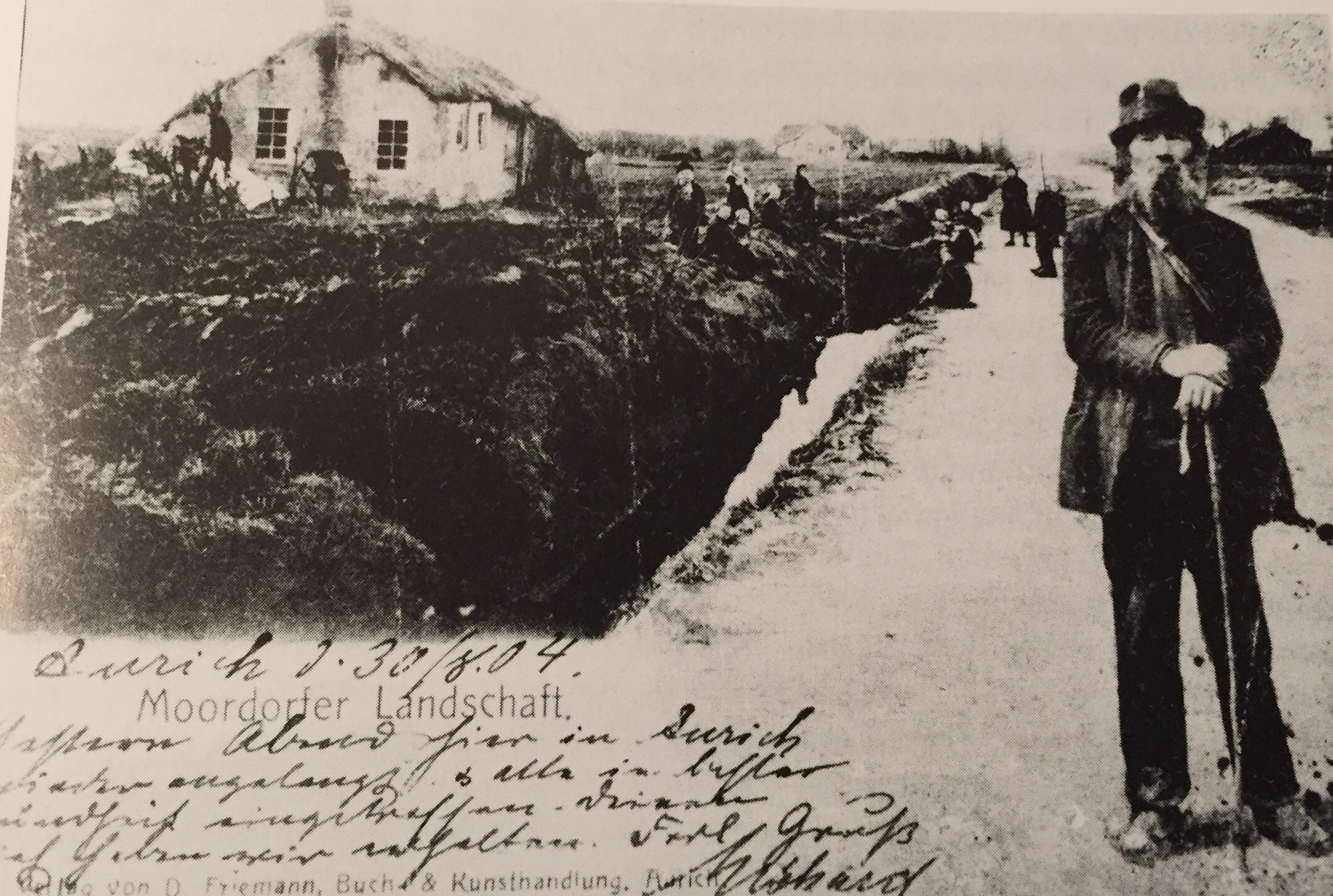
Moordorfer Landschaft

Im Gegensatz zu vielen englischen Emigranten, die aus religiösen oder politischen Gründen ihre Heimat verließen, war die Auswanderung der Ostfriesen vor allem durch wirtschaftliche Not und soziale Ungleichheit motiviert. Vereinzelt gab es auch Abschiebungen von Kriminellen. In der völlig verarmten Moorkolonie Moordorf wurde eine unerwünschte Person nachweislich von der Armenverwaltung abgeschoben und aus Leer sind zwei Abschiebungsfälle bekannt.

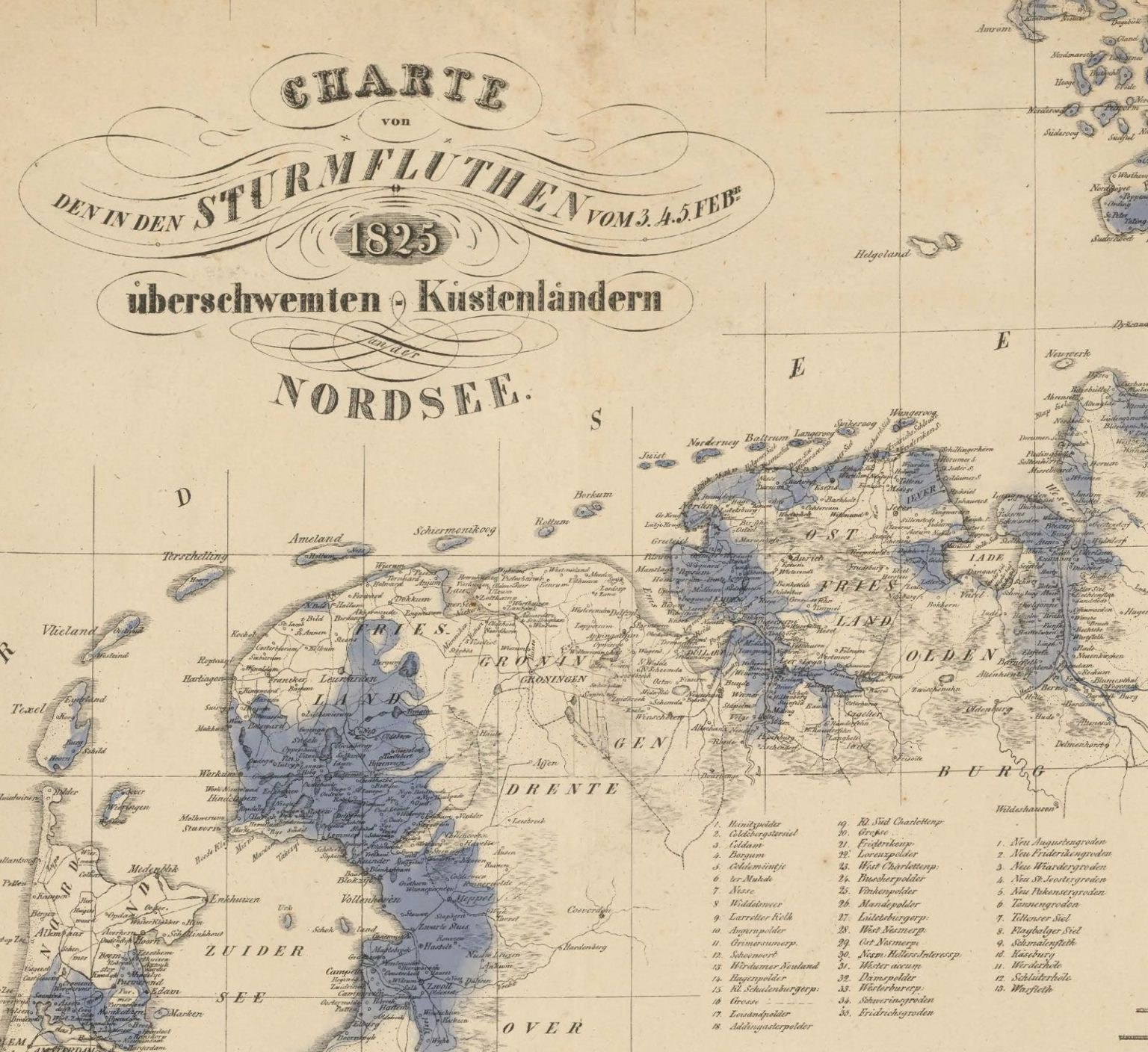
Ausschnitt der 1826 vom Auswanderer Friedrich Arends erstellten "Charte von den in den Sturmfluthen vom 3. 4. 5. Febr. 1825 überschwemmten Küstenländern an der Nordsee"

Ursächlich für die schwierige wirtschaftliche Lage waren die Napoleonischen Kriege, die Sturmflut von 1825 und die 1848er Revolution sowie die beginnende Industrialisierung, die vielen Kleinhandwerkern und Landarbeitern die Lebensgrundlage entzog.
Viele sahen in der Auswanderung eine Chance, der Armut zu entkommen und sich von der Abhängigkeit von und der Unterdrückung durch wohlhabende Bauern zu befreien. Die traditionellen gesellschaftlichen Strukturen, in denen Landbesitz und wirtschaftliche Macht in den Händen weniger lagen, boten den meisten Menschen kaum Möglichkeiten zum sozialen Aufstieg. Die Hauptmotivation für die Emigration lag im Wunsch nach einem besseren Leben.
Die größte Gruppe unter den Emigranten stellten daher die Landarbeiter vor allem aus den Marschgebieten der Krummhörn und dem Rheiderland. Diese benötigten neben ihren Haupterwerb häufig noch weitere Einkünfte, wie beispielsweise Webarbeiten. Zudem war sie noch der Willkür ihrer Herren ausgesetzt.
Sie lockte die Aussicht auf eigenen Grund und Boden, die auch aus Berichten aus Übersee genährt wurde. So schrieb der Emder Friedrich Arends 1838: „Bloße Arbeiter, wenn sie stark und fleißig sind, können durch die Auswanderung nur gewinnen. Das Loos derselben in Deutschland ist in vielen Fällen beklagenswerth. Auch der fleißigste wird höchst selten für seine alten Tage etwas erübrigen können, die meisten müssen sich kümmerlich durchhelfen. Wie ganz anders seine Lage im Westen Amerika's. Muß er dort vom Morgen bis zum Abend für kargen Lohn arbeiten, und hat oft, besonders im Winter, nicht einmal Arbeit und fällt wider seinen Willen den Armenmitteln zur Last, so erwartet ihn hier der reichlichste Lohn, welcher ihm gleich anfangs erlaubt bei sparsamer Lebensweise wöchentlich etwas zurückzulegen und nach und nach sich ein Capitälchen zu sammeln, oder er kauft damit Land und sein ferneres Bestehen ist gesichert.“

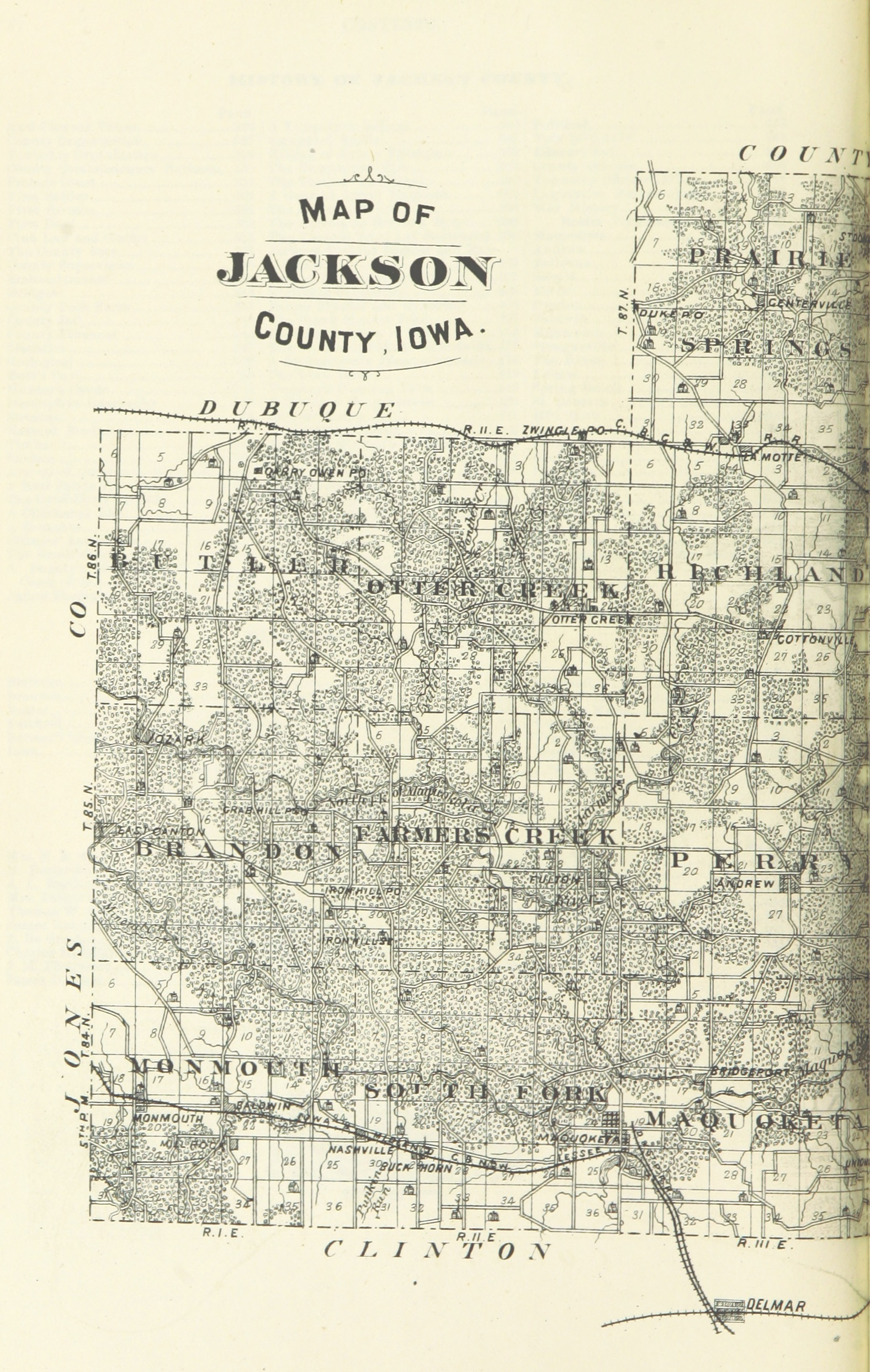
Jackson County (1879)

Dieser Bericht deckt sich mit einer Analyse von mehr als 200 Briefen aus den 1850er Jahren, die von ostfriesischen Auswanderern in Jackson County, Iowa an ihre Verwandten in Ostfriesland geschrieben wurden. In diesen beschrieben die Amerika-Ostfriesen ihre neue Heimat als wohlhabendes Land, in dem eine größere soziale Gleichheit als in Europa herrsche. Belegt wurde dies mit vielen Erfolgsgeschichten von Landsleuten, die dort inzwischen eigenes Land besaßen. Überhaupt sei Land günstig zu bekommen. Auch die Reisestrapazen werden in den Briefen beschrieben. Erwähnt werden überfüllte Schiffe, die schlechte Ernährung an Bord sowie mehrere Todesfälle während der Überfahrt.
Aus den Moor- und Geestgebieten Ostfrieslands, in denen durch eine verfehlte Politik große Not herrschte, entschlossen sich viele Menschen ebenfalls zur Auswanderung. Diese Regionen waren besonders von wirtschaftlicher Perspektivlosigkeit betroffen, da Bodenqualität und landwirtschaftliche Erträge häufig unzureichend waren. Die politischen Maßnahmen zur Kultivierung dieser Gebiete brachten für viele nicht die erhoffte Verbesserung, sondern verstärkten oft die soziale Notlage. Ohne Aussicht auf ein besseres Leben sahen zahlreiche Bewohner der Moor- und Geestlandschaften die Auswanderung als einzige Möglichkeit, Armut und Hunger zu entkommen und sich anderswo eine Existenz aufzubauen.
Die Ostfriesen blieben auch in Übersee zusammen. So entstand im mittleren Westen ein geschlossenes Siedlungsgebiet. Die dortigen ostfriesischen Zentren sorgten für einen Sogeffekt: In den neuen Kolonien förderten bereits ansässige Auswanderer häufig den Nachzug weiterer Familienmitglieder oder Dorfbewohner aus Ostfriesland, sofern sie es sich leisten konnten. Häufig wurden Reisekosten für die Überfahrt vorgestreckt, die später durch Arbeit beglichen wurden. Um sich während der Überfahrt und in den Hafenstädten gegenseitig zu schützen, organisierten sich viele Auswanderer in Gruppen, die oft aus demselben Dorf stammten.

## Heutige Situation

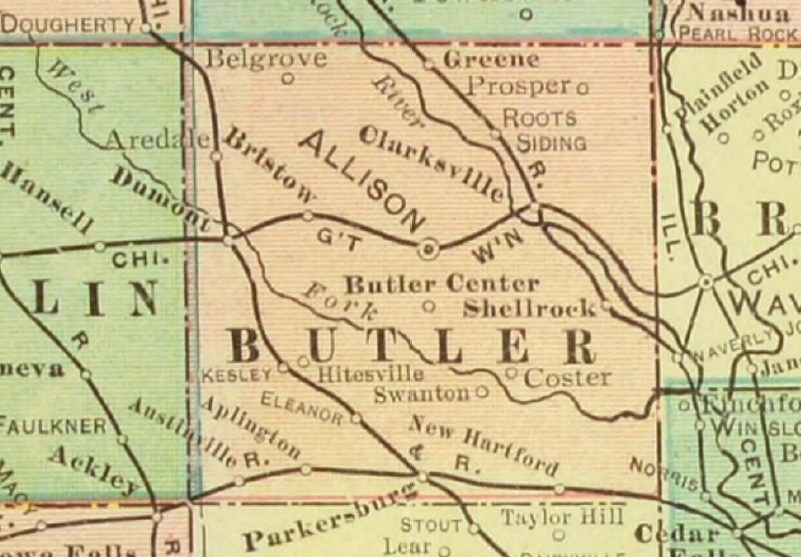
Butler County

Schätzungen zufolge lebten 1917 mehr als 80.000 Ostfriesen in den USA. Heute haben zwischen drei und fünf Millionen Amerikaner (ost-)friesische Wurzeln. Den höchsten Anteil stellen die Nachkommen ostfriesischer Einwanderer in den Bezirken Grundy, Butler und Hardin in Iowa.
In den USA waren die Ostfriesen lange dreisprachig: Im Alltag sprachen sie ostfriesisches Plattdeutsch, ihre Gottesdienste hielten sie in deutscher Sprache ab und englisch war die Amtssprache. Dies ließ aber von Generation zu Generation nach. Heute spricht hauptsächlich die ältere Generation plattdeutsch.
Viele Nachkommen identifizieren sich dennoch mit ihrem kulturellen Erbe. Die Zugehörigkeit zur Ostfriesischen Gemeinschaft wird meist durch die Zugehörigkeit zu protestantischen Kirchen sowie die Fortführung ostfriesischer Ess- und Teetraditionen, gemeinsame Werte und das „Deutschsein“ gepflegt.
Landwirtschaft war der wichtigste Wirtschaftszweig. Dadurch blieben die ostfriesischen Siedlungsgebiete für lange Zeiträume geschlossen und die Bewohner unter sich. Heute verlassen immer mehr junge Menschen die landwirtschaftlichen Betriebe und streben andere Berufe an. Ein Großteil sucht inzwischen außerhalb der Heimatgemeinden Arbeit.
Die von den Einwanderern gegründeten Kirchen sind bis heute ein wichtiges Bindeglied der Gemeinschaft.
Der Alltag der Nachkommen der Ostfriesischen Einwanderer in zweiter und dritten Generation ist dem anderer amerikanischer Familien heute ähnlicher als dem der ostfriesischen Einwanderer. Die Traditionen sind häufig amerikanischen Gebräuchen angepasst und stark abgewandelt oder verloren gegangen.
Der Teekonsum ist nicht mehr so ausgeprägt wie bei den Einwandergeneration, und andere ostfriesische Essgewohnheiten sind verschwunden. Kulinarisch blieben aber einige Gepflogenheiten erhalten. So backen viele Amerikaner mit Ostfriesischen Wurzeln zum Jahreswechsel Neujahrskuchen, die in den USA als Neeijahreskoken, Rullerkes, aber auch Curly Koken bezeichnet werden. Auch Speckendicken sind immer noch bekannt.

## Erinnerungskultur
Die Ostfriesen Genealogical Society of America (OGSA) und ihr Pendant in Ostfriesland, die Upstalsboom-Gesellschaft, fördern die Erforschung der Migrationsgeschichte und den Austausch zwischen Ostfriesland und den Nachfahren ostfriesischer Auswanderer in Übersee. Ein Beispiel für ihre Aktivitäten sind regelmäßige Reisen, die amerikanische Familien mit Wurzeln in Ostfriesland zu ihren Herkunftsorten führen.
Die Ostfriesen Heritage Society (OHS) aus Wellsburg hat Auswandererzeitungen digitalisieren lassen und stellt sie online zur Verfügung.
Der Oldenburger Historiker Wolfgang Grams betreibt mit seinem Unternehmen „Routes to the Roots“ ein forschungsnah arbeitendes Institut, das genealogische und historische Reisen anbietet. Ziel seiner Arbeit ist es, Nachfahren von Auswanderern die Möglichkeit zu geben, die Herkunft ihrer Familien in Deutschland und Europa zu erforschen. Das Unternehmen hat seinen Ursprung in der Auswanderungsforschungsstelle an der Universität Oldenburg, die von Antonius Holtmann gegründet wurde. Holtmann erforschte insbesondere die Auswanderung aus dem nordwestdeutschen Raum und erschloss zahlreiche Passagierlisten von Auswandererschiffen für die wissenschaftliche Nutzung.
Das Heimatmuseum Leer sammelt seit den 1960er Jahren Informationen über ostfriesische Auswanderer nach Amerika. Dazu gehören biografische Daten, Zeitungsartikel, Briefe sowie weitere Dokumente. Parallel wurde eine genealogische Datenbank aufgebaut, die Recherchen zu ausgewanderten Ostfriesen im Museumsarchiv ermöglicht. Seit 2014 werden die gesammelten Daten digitalisiert und auf einer Online-Plattform des Heimatmuseums Leer als Open Content kontinuierlich aktualisiert und öffentlich zugänglich gemacht.
Im Frühjahr 2018 eröffnete das Museum die Dauerausstellung Ostfriesen in Amerika, die die Auswanderung aus Ostfriesland im 19. Jahrhundert thematisiert. Die Ausstellung umfasst Bild- und Textmaterialien, dokumentarische Zeugnisse, Auswandererbiografien sowie interaktive Elemente wie Hör- und Mitmachstationen und einen PC-Rechercheplatz.
Im Niedersächsischen Landesarchiv (Standort Aurich) gibt es eine Zusammenstellung der Akten, welche die Auswanderung von Ostfriesen betreffen.
Das Museum of the Grand Prairie in Mahomet, Illinois führte 1995 ein ostfriesisches Oral-History-Projekt durch, bei dem Freiwillige ostfriesische Einwanderer und deren Nachkommen zu ihren Erinnerungen befragte. Auszüge aus einigen dieser Interviews sind online verfügbar.
Seit 2011 besteht eine Partnerschaft zwischen Grundy Center im Grundy County (Iowa) und der Gemeinde Krummhörn.

## Orte mit Ostfriesischen Namen

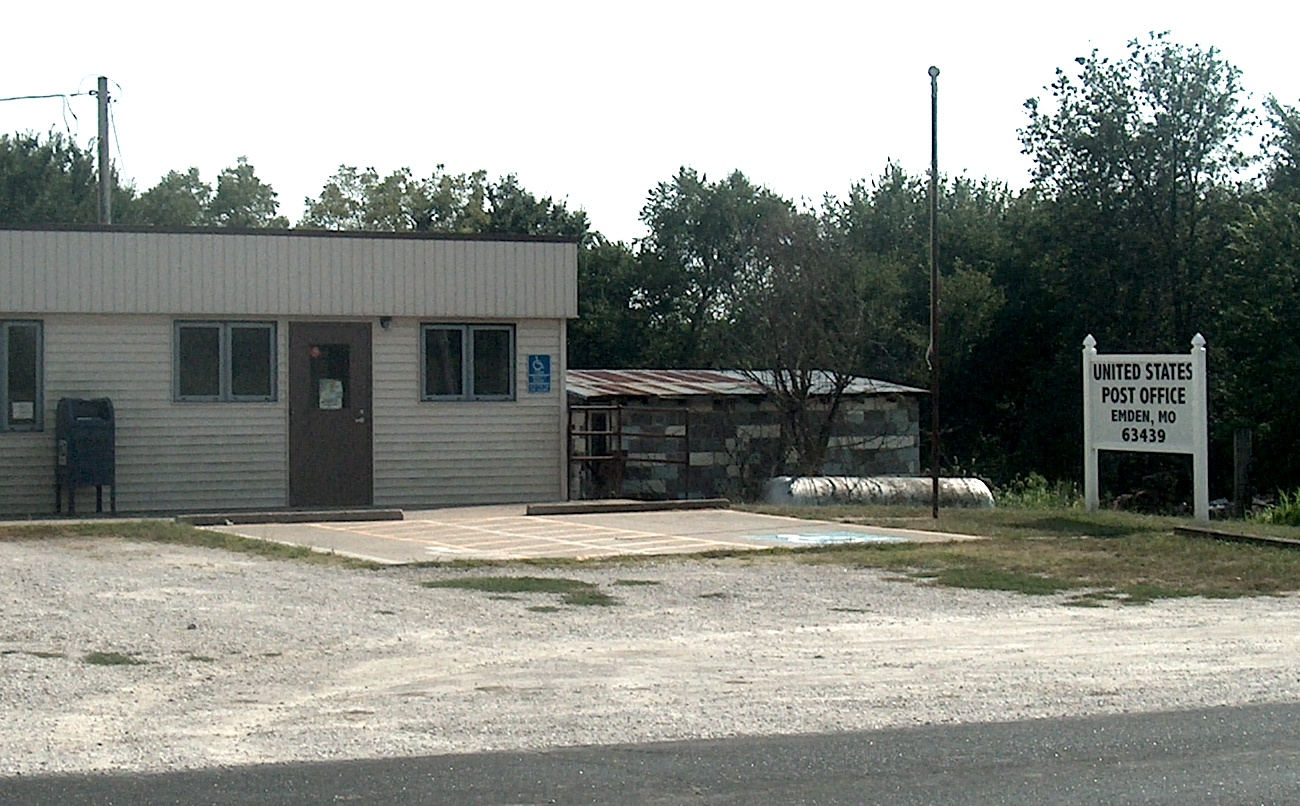
Das Postamt von Emden, Missouri.

- Bunde (Minnesota) mit der Bunde Reformed Chuch[67]
- Emden (Louisiana)
- Emden (Missouri)
- Emden (Washington)
- East Friesland, Columbia County (Wisconsin)